# Folklore romanès

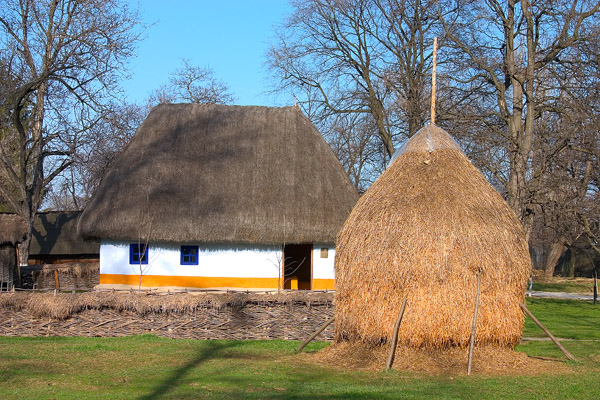
Una casa tradicional al Museu del Poble

El folklore romanès té una relació especial amb la cultura romanesa, determinada per dos factors. En primer lloc, el caràcter rural de les comunitats romaneses va donar lloc a una cultura tradicional excepcionalment vital i creativa. Les creacions populars (la més coneguda és la balada Miorița) van ser el principal gènere literari fins al segle xviii. Tots dos van ser una font d'inspiració per a creadors cultivats i un model estructural. En segon lloc, durant molt de temps la cultura apresa va estar governada per comandaments oficials i socials i es va desenvolupar al voltant de les corts dels prínceps i els boiars, així com als monestirs.

## Visió general

### Creació del món
Les històries suggereixen que Déu va crear la terra amb l'ajut d'animals, mentre Satanàs intentava frustrar els seus plans. :11–12 En la majoria de versions, abans que existís la terra, un oceà sense límits anomenat Apa Sâmbetei era la residència de Déu i el Diable, vist com a amo i servent en lloc d'un igual. En aquestes històries, el Diable es diu "Nefârtatul" i és el germà de Déu una mica insensat en les versions populars de les històries. Aquestes històries apareixen no només en el folklore romanès, sinó també en les de l'aromànic, el macedoni eslau i el folklore búlgar. Quan va decidir crear la terra, Déu va enviar el Diable per portar un grapat d'argila de la terra de l'Oceà Mundial en el seu sant nom. El Diable es va posar en marxa i va intentar fer-lo sortir a la superfície en nom seu, però no va poder tenir èxit fins que el va portar al nom de Déu. Quan aquest tros d'argila creixia cap a la terra, Déu se'n va anar a dormir. El Diable va intentar empènyer-lo per un costat, però la terra en expansió ho dificultaria. Després d'intentar llançar Déu de la terra en cadascuna de les quatre direccions cardinals, es va apartar de la creu que va dibuixar ell mateix a terra.

### Origen del mal
Altres relacions, més properes a les bíbliques, suggereixen que el diable i els seus dimonis eren una vegada àngels de Déu. El Diable, però, va intentar rebel·lar-se i, en resposta, Déu va obrir el cel perquè pogués caure a la terra. Tement que el cel es pogués anul·lar, l'arcàngel Miquel el va tornar a segellar, congelant així els dimonis que encara no havien caigut als inferns al seu lloc. Això està relacionat amb el concepte de costums de l'ànima, on cada ànima és interceptada en el seu camí cap al cel per aquests dimonis, que la forcen a l'infern. També ha donat lloc a la dita romanesa fins ajungi la Déu, te mănâncă sfinții ("abans que arribis a Déu, els sants et menjaran"). :13–14

### Origen de Déu
Una altra qüestió que s'aborda habitualment és la de l'origen de Déu, que s'explica de manera nina russa; davant de cada Déu hi havia un altre Déu que el va crear. Així, explicant els nombrosos noms que la Bíblia va utilitzar per a Déu, els oltenis van creure que el primer Déu es deia Sabaoth, seguit per Amon, Apol·lo, el Déu Creador de la Bíblia i, finalment, Jesucrist. :12

### Origen de la raça
S'identifica com la font de l'expressió a se îngălbeni de frică, que també es pot trobar en diverses formes al folklore d'altres pobles. :49

### La Terra
Fins i tot després que les imatges i el simbolisme cristians passessin a formar part de la cultura romanesa, la Mare Terra s'identifica com la consort de Déu, el Pare celestial. :55
L'origen de les muntanyes s'explica de diverses maneres per les cultures de les diferents regions de Romania. Un relat és que les muntanyes es van formar com a resposta que Déu exigia a la Terra que nodrís tota la vida, a la qual la terra es va estremir i va produir muntanyes. Una altra versió suggereix que la Terra era massa gran per cabre-hi sota el firmament i, per tant, Déu va intentar reduir-la, aixecant així les muntanyes. Sovint, aquests relats van acompanyats d'imatges d'un o diversos pilars mundials, que mantenen la terra des de baix i que se solen col·locar sota les muntanyes. Els terratrèmols s'atribueixen freqüentment a la relliscada de la terra a causa de la constant rosegació del Diable contra aquests pilars, que són reconstruïts per Déu i els seus àngels en temps de dejuni. :38–42

### El mite dels Blajini
L'etimologia de la paraula blajin (adj.) És l'eslavó blažĕnŭ que significa persona amable i amb bona ment. Segons el calendari cristià, els romanesos del comtat de Banat, Transsilvània, Bucovina i Maramureș celebren la Pasqua de Blajini el primer dilluns després del diumenge de Sant Tomàs. La Pasqua de Blajini es diu també Pasqua de les morts o Pasqua poderosa. Els romanesos generalment percebien la terra com un disc i s'imaginaven el que existia a l'altra banda. Aquesta altra terra s'imagina com una imatge mirall pròpia i com una llar de criatures anomenades Blajini [blaˈʒinʲ] ("gentils / de bon cor"), de vegades rebent el nom de Rohmani [ˈRoh.manʲ] a Bucovina. Es descriuen com a antropomorfs i curts, de vegades amb el cap d'una rata. Es descriuen com a maliciosos o com a grans respectes de Déu i que porten una vida sense pecat. Es considera que dejunen durant tot l'any i, per tant, fan als humans un gran servei. :33
Les vacances romaneses Paştele Blajinilor (Setmana Santa de Blajini) són una manera de pagar-los pels beneficis que aporten. Com que viuen aïllats, no tenen manera de saber quan arriba la Pasqua. És per aquest motiu que els romanesos mengen ous tenyits i deixen que les closques flueixin riu avall, des d'allà creuen que arribaran a l'Apa Sâmbetei, i d'aquí al Blajini. :37 Els Blajini són connectors invisibles entre l'interior i la terra buida.
Blajin també significa un nen mort que no va rebre la benedicció de l'Esperit Sant. L'etnògraf Marian Simion Florea va escriure : Blajini són éssers ficticis, encarnacions de nens morts no batejats que viuen al final de la Terra, a prop de The Holy Water (del dissabte). Alguns els expliquen com els descendents del fill d'Adam, Set. Altres pensen que solien viure al costat dels humans a la terra, però Moisès, veient el seu poble oprimit per ells, va dividir les aigües i, després que ell i el seu poble s'haguessin retirat a seguretat, els va abocar les aigües, enviant-les al seu corrent residència. :34
Per celebrar les ànimes de familiars o amics morts, els romanesos dels comtats esmentats preparen àpats festius i els ofereixen, al cementiri, a prop de les tombes, després de la missa religiosa i de la benedicció, a tots els que desitgin commemorar i rendir homenatge als difunts. S'alegren en memòria del difunt.

### Escatologia
El símbol més destacat associat amb el Fí dels Temps és el del terratrèmol. Les aigües que desborden i les muntanyes que s'enfonsen estan relacionades amb aquests terratrèmols, causats principalment per la manca de fe, que accelera l'ensorrament dels pilars mundials. Altres atribueixen els terratrèmols a la terra (que és viva i, per tant, pot sentir), adonant-se de les maneres malvades dels humans i tremolant de por. Altres fenòmens naturals rars com els eclipsis o els cometes van ser vistos com un signe de destrucció imminent. :61
Si aquestes advertències fallaven, Déu iniciarà la Fi del Món. Imatges com un sol enfosquit, una lluna sagnant i estrelles caigudes s'associen amb el començament dels temps finals. Es diu que tres sants (generalment en les persones d'Enoc, Joan i Elies) arriben a la terra per donar a conèixer els intents del Diable per destruir el món, amb la qual cosa els mataran per decapitació. El cel i la terra s'encendran i la terra serà purgada, de manera que el seu Creador pugui baixar-hi. Es diu que els dotze vents arrasen les cendres de les persones i les recullen a la vall de Safed, on tindrà lloc el Judici Final. :67–68
Les fonts de Moldàvia i Bucovina també parlen d'un gran exèrcit dirigit per l'emperador Constantí, que conquistarà tots els estats del món i matarà tothom excepte uns quants purs, que després repoblaran la terra. En un altre cas, si aquest exèrcit no arribés, Déu cremarà la terra com es descriu i farà que els Blajini hi visquin. En una altra versió, fidel a la successió de déus esmentada anteriorment, es diu que Jesucrist vindrà a crear un món nou com el seu pare abans que ell. Una creença no tan estesa és la de la destrucció definitiva de la terra, amb la qual cosa Déu i el Diable dividiran les ànimes dels morts entre elles i es retiraran a la lluna, que es considera feta a imatge de la terra. per servir un lloc de retir després de la destrucció de la terra. :69–71

## Característiques
Les fortes tradicions populars han sobreviscut fins als nostres dies a causa del caràcter rural de les comunitats romaneses, que ha donat com a resultat una cultura tradicional excepcionalment vital i creativa. Les riques tradicions populars de Romania s'han nodrit de moltes fonts, algunes de les quals anteriors a l'ocupació romana. Les arts populars tradicionals inclouen la talla de fusta, la ceràmica, el teixit i el brodat de vestits, la decoració de la llar, la dansa i la música folklòrica molt variada. Els etnògrafs han intentat recollir en els darrers dos segles el màxim d'elements possibles: el Museu del Camperol Romanès i l'Acadèmia Romanesa són actualment les principals institucions que organitzen sistemàticament les dades i continuen la investigació.
La fusta solia ser el principal material de construcció i els objectes de fusta molt ornamentats eren habituals a les cases antigues. A Maramureș, la fusta es feia servir per crear estructures impressionants com esglésies o portes; a Dobruja, els molins de vent eren de fusta i a les regions muntanyenques es feia servir fusta dura fins i tot per cobrir el terrat. Per preservar les cases tradicionals, al segle passat s'han creat molts museus de pobles a tota Romania, com el Museu del Poble de Bucarest, el Museu ASTRA de la Civilització Popular Tradicional de Sibiu o el Museu de la Vila Olteniana de Râmnicu Vâlcea.
El lli era el material més comú per a la roba, combinat amb llana durant l'hivern o els períodes més freds. Es broden amb motius tradicionals que varien d'una regió a l'altra. El negre és el color més utilitzat, però el vermell i el blau predominen en determinades zones. Tradicionalment, els homes duien una camisa i uns pantalons blancs (si són de llana es diuen iţari) amb un cinturó ample de cuir, generalment sobre la camisa, i una armilla de vegades feta de cuir i brodada. Portaven botes o una senzilla sabata de cuir lligada al peu anomenada opincă i portaven un barret de disseny diferent a cada regió. Les dones també portaven una faldilla blanca i una camisa amb armilla. Portaven un davantal anomenat şorţ o cătrinţă que també està brodat i un mocador al cap anomenat basma ; en ocasions especials portaven vestits més elaborats.
La música i la dansa representen una part viva del folklore romanès i hi ha una gran varietat de gèneres i danses musicals. La música de festa és molt animada i mostra influències balcàniques i hongareses. La música sentimental, però, és la més valorada i els romanesos consideren que la seva doina (una cançó trista sobre la casa o sobre l'amor, composta com una balada èpica) és única al món. Maria Tănase és considerada una de les més grans cantants de folk romanès i avui en dia Grigore Leşe i Taraful Haiducilor són dos dels músics més famosos. Les danses són animades i són practicades a tot Romania per un gran nombre de grups professionals i aficionats, mantenint així viva la tradició; Hora és una de les danses de grups més famoses, però les danses populars masculines com ara căluşari són extremadament complexes i han estat declarades per la UNESCO com a "Obres mestres dels patrimonis orals i intangibles de la humanitat".
Els romanesos han tingut, des de temps immemorials, una infinitat de costums, contes i poemes sobre amor, fe, reis, princeses i bruixes. Etnòlegs, poetes, escriptors i historiadors han intentat en els darrers segles col·leccionar i conservar contes, poemes, balades i han intentat descriure el més bé possible els costums i hàbits relacionats amb diferents esdeveniments i èpoques de l'any. Els costums relacionats amb certes èpoques de l'any són les colinde - nadales romaneses, la sorcova la nit de Cap d'Any o el costum de Mărţişor l'1 de març que marca la primavera. Altres costums són presumiblement d'origen pagà precristià, com el costum encantador de la pluja Paparuda a l'estiu o el teatre popular emmascarat o Ursul (l'ós) i Capra (la cabra) a l'hivern.
Potser el col·leccionista de contes populars més reeixit va ser el novel·lista i contacontes Ion Creangă, que, en un llenguatge molt pintoresc, va plasmar en la seva forma ja clàssica històries com Harap Alb (aproximadament, "El morisc blanc") o Fata babei și fata moşului ("La filla de la vella i la filla del vell"). A més, el poeta Vasile Alecsandri va publicar la versió més reeixida de la balada Mioriţa (La petita ovella), un poema trist i filosòfic, centrat en una acció senzilla: la trama de dos pastors per matar un tercer pastor perquè envejaven la seva riquesa. Un altre prolífic editor de contes populars va ser Petre Ispirescu, que al segle xix va publicar un impressionant nombre de volums que contenien un gran nombre de novel·les curtes i contes de la mitologia popular. Estan centrats en personatges populars com el príncep Făt-Frumos (el "príncep encantador" romanès), la princesa Ileana Cosânzeana, el vilà o monstre Zmeu o Căpcăun, el drac Balaur o superesers fantàstics com el bo Zână i la malvada Muma Pădurii.

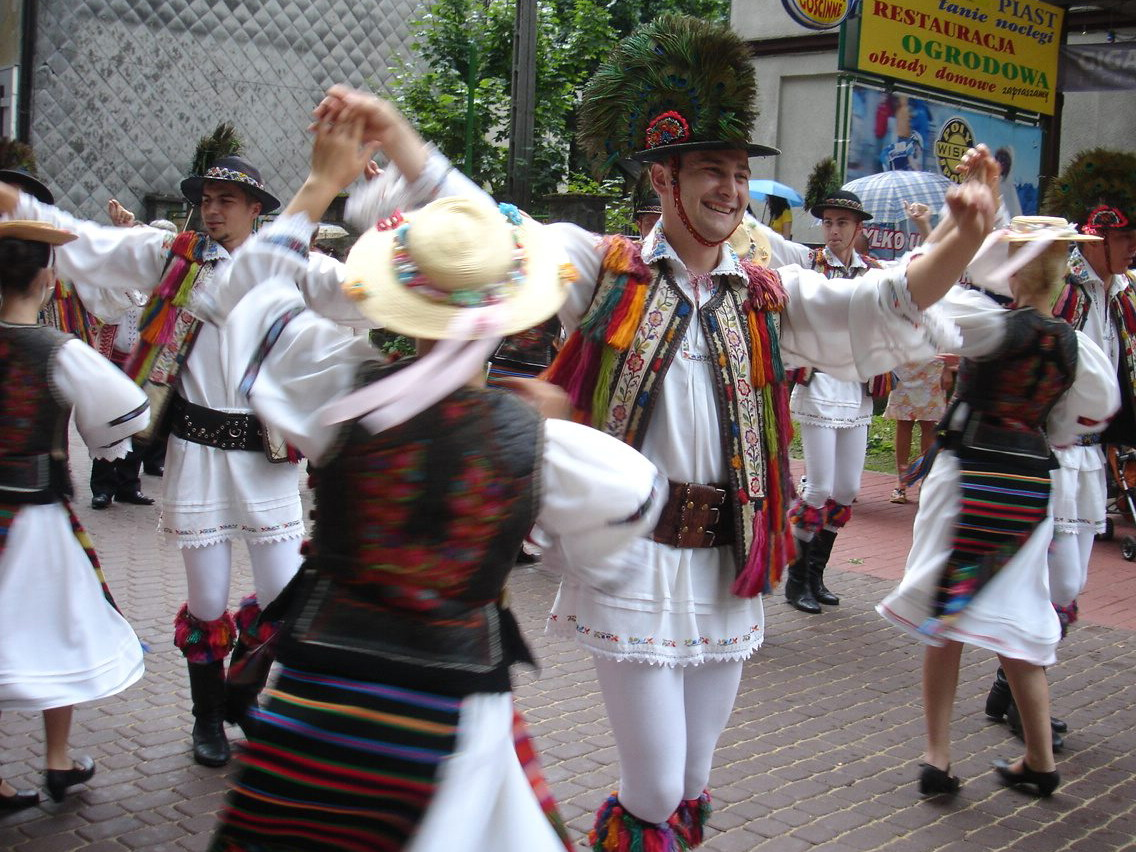
Grup Folklòric Romanès Transilvania, Cluj Napoca, amb vestits populars romanesos originals de la zona de Bistrita-Nasaud. 2008

### Llocs
- Apa Sâmbetei
- Apa Vie / Apa Moartă
- Sorbul Pǎmântului
- Tărâmul Celălalt (Terra buida, traducció directa: L'altra reialme)

### Contes populars
- Mioriţa
- Meşterul Manole
- Babele

### Els mites romanesos formen part de la cultura internacional
- Vampir: veure strigoi i moroi, que són criatures més semblants a fantasmes o mags.
- Home llop (vârcolac)
- Şobolan: una rata gegant semblant al capibara sud-americà. El folklore rural romanès tendeix a atribuir les característiques humanes şobolan.
- Solomonar: vegeu Hultan i Solomonari, que eren un grup de nobles i mags, que es van fer famosos més per l'elevat estatus social de les seves famílies que per les seves accions. No obstant això, això es deu principalment a les massives croades del cristianisme i a l'intent de destruir tota la tradició històrica d'aquests mags. Alguns d'aquests són Dracula Vlad, Salomó, Despina la Impura, Ty'ere, Ventruszch, Brohmyr, Izhain i Vohc.

La majoria d'aquests noms es poden trobar a la tradició romanesa en referència a vampirs i dracs.

### Rituals
- Dragobete (folklore romanès similar al de Sant Valentí)[6]
- Paparuda[7]
- Processó cantant de nois estrella

### Contes de fades
- " Els nois amb les estrelles d'or "[8]
- " Les 12 germanes i la núvia del dimoni "
- " Setè fill d'un setè fill"
- " Deixa't marcar amb la màgia "
- " La història de Harap Alb "
- " Greuceanu "[9]

## Personatges de la literatura popular
- Baba Cloanța (similar a Muma Pădurii)
- Baba Dochia
- Balaur (drac gegant amb set caps)
- Baubau, forma variant de Babau (similar al Bogeyman)
- Calul năzdrăvan (similar a Pegàs, traducció directa: El cavall meravellós)
- Căpcăun (un ogre)
- Cățelul Pământului
- Corcoaia (similar a Lernaean Hydra)
- Cotoroanță (similar a Muma Pădurii)
- Drac
- Fata Pădurii
- Faurul Pământului (Ferrer de la Terra)
- Ileana Cosânzeana
- Iele
- Luceafăr: similar al planeta Venus
- Marțolea (dimoni del dimarts)
- Moroi (un tipus de vampir)
- Moşul (el vell)
- Muma Pădurii
- Murgilă
- Nemorți (similar a zombi)
- Pricolici (un home llop o dimoni)
- Rohmani (o Blajini)
- Samca
- Solomonari
- Sânziana (o Drăgaică)
- Scorpie (Quimera)
- Spiriduş (un sprite)
- Stafie: similar a Ghost
- Strigoi (un vampir o zombi)
- Uniilă (un diable)
- Uriaş: similar a Giant
- Ursitoare - similar a les Parques
- Vasilisc: similar a Basilisk
- Vâlva
- Vântoase (esperits del vent)
- Vârcolac (home llop)
- Zână (fada)
- Zburător
- Zgripțor (similar al Griu)
- Zorilă
- Zmeu

### Herois
- Ber-Căciulă
- Doamna Neaga
- Făt-Frumos
- Ileana Cosânzeana
- Greuceanu
- Iovan Iorgovan
- Ler Împărat
- Luana
- Baba Novac
- Păcală
- Prâslea cel voinic (Prâslea el valent)

## Llista de danses populars
- Bătute
- Brâul, ball de Sesh
- Buciumeana, ball de hornpipe
- Căluşari (Călus, Căluşul)
- Ciuleandra
- Hora un ball de cercles
- Geamparale
- Joc
- Joc cu bâta (Jocul cu bâta), Joc amb pal
- Mărunţel
- Periniţa, traduït com a "Coixí petit", un ball de tradicions de noces, també conegut com Mocador Joc
- Pe loc, "On Spot", un ball de trepitjades
- Poarga românescă (polka romanesa)
- Sârba
- Tropotiţe

### Plana del Banat
- Sorocul de la Beregsaul Mare
- Sorocul de la Jebel
- Pe loc ca la Murava
- Pe loc a lui lefta Lupu
- Intoarsa

### Muntanya del Banat
- Briu Batrin
- Ardeleana de la Rugi
- Ardeleana Baba Peleaga
- Ardeleana ca pe Valea Almajului
- Doiul roata de la Glimboca
- De doi ca la Caransebes

### Moldàvia
- Bătrânesca din Bucovina
- Arcanul
- Arcanul Bătrânesc
- Bătuta
- Hora Câmpulungului
- Hora de la Munte
- Raţa
- Hora miresei (traduït com "Hora de la núvia")
- Batuta de la Tudora
- Batuta de la Vorona

### Oltenia
- Alunelul de la Goicea
- Sârba Căluşerească
- Sârba Oltenească
- Trei Păzeşte de la Bistreţ
- Trei Păzeşte de la Dolj
- Bobocica
- Boiereasca
- Alunelul
- Briuletul
- Hora mare
- Galaonul

### Bihor
- Polca
- Pe picior

### Nasaud
- De-a lungul
- Barbúncul
- Invirtita (ball de quadres d'estil romanès, fet principalment a tota la regió romanesa de Transsilvània, que també inclou el Năsăud.)

### Transsilvània
- Comăna
- Legényes
- De-a Lungul
- Joc în Patru
- Ball Oaş
- Sârba Sita Buzălilui